# Meineckia neogranatensis
Meineckia neogranatensis là một loài thực vật có hoa trong họ Diệp hạ châu. Loài này được (Müll.Arg.) G.L.Webster mô tả khoa học đầu tiên năm 1965.